# Duisans
Duisans ist eine französische Gemeinde mit 1.393 Einwohnern (Stand: 1. Januar 2022) im Département Pas-de-Calais in der Region Hauts-de-France. Sie gehört zum Arrondissement Arras und zum Kanton Avesnes-le-Comte. Die Einwohner werden Duisanais genannt.

## Geografie
Die Gemeinde Duisans liegt im Südosten des Artois, neun Kilometer westnordwestlich des Stadtzentrums von Arras am Bach Gy, einem Zufluss der Scarpe. Umgeben wird Duisans von den Nachbargemeinden Étrun und Marœuil im Norden, Anzin-Saint-Aubin im Nordosten, Arras im Osten, Dainville im Süden, Warlus im Südwesten sowie Agnez-lès-Duisans im Westen. Am Ostrand der Gemeinde führt die Route nationale 25 entlang.

## Bevölkerungsentwicklung
| Jahr                       | 1962 | 1968 | 1975 | 1982 | 1990 | 1999 | 2006 | 2016 | 2022 |
| -------------------------- | ---- | ---- | ---- | ---- | ---- | ---- | ---- | ---- | ---- |
| Einwohner                  | 669  | 716  | 881  | 993  | 1022 | 1091 | 1170 | 1285 | 1393 |
| Quellen: Cassini und INSEE |      |      |      |      |      |      |      |      |      |

## Sehenswürdigkeiten
- Kirche Saint-Léger, um 1600 erbaut
- Schloss Duisans aus dem 18. Jahrhundert, Monument historique seit 1948
- Britischer Militärfriedhof

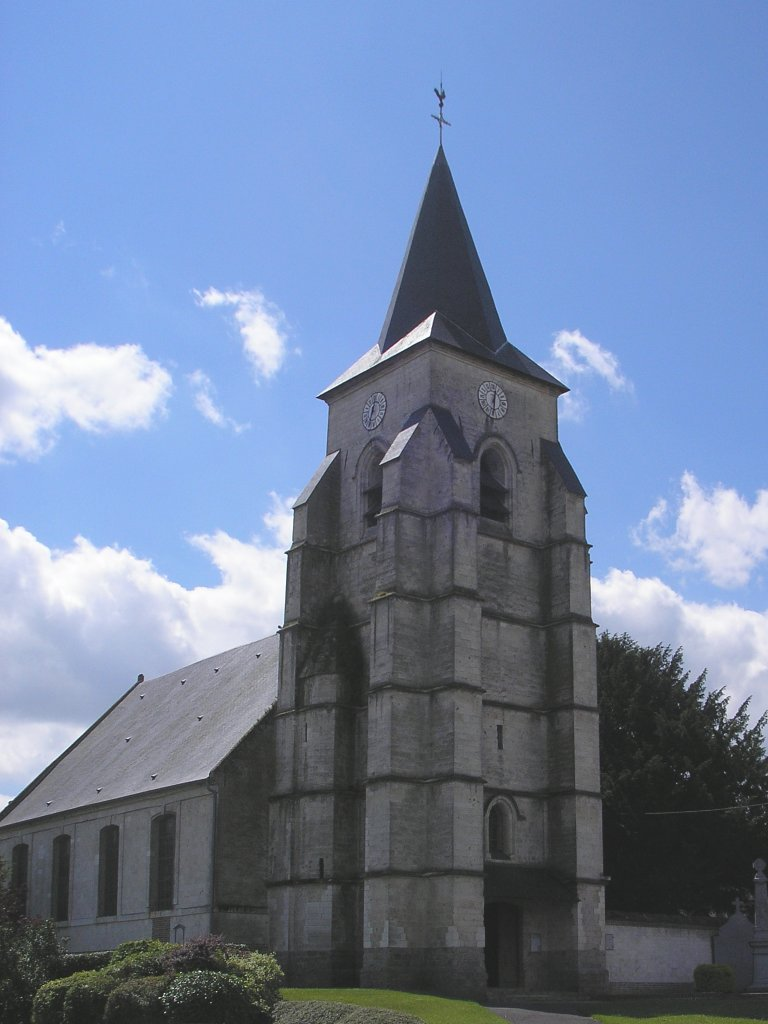
Kirche
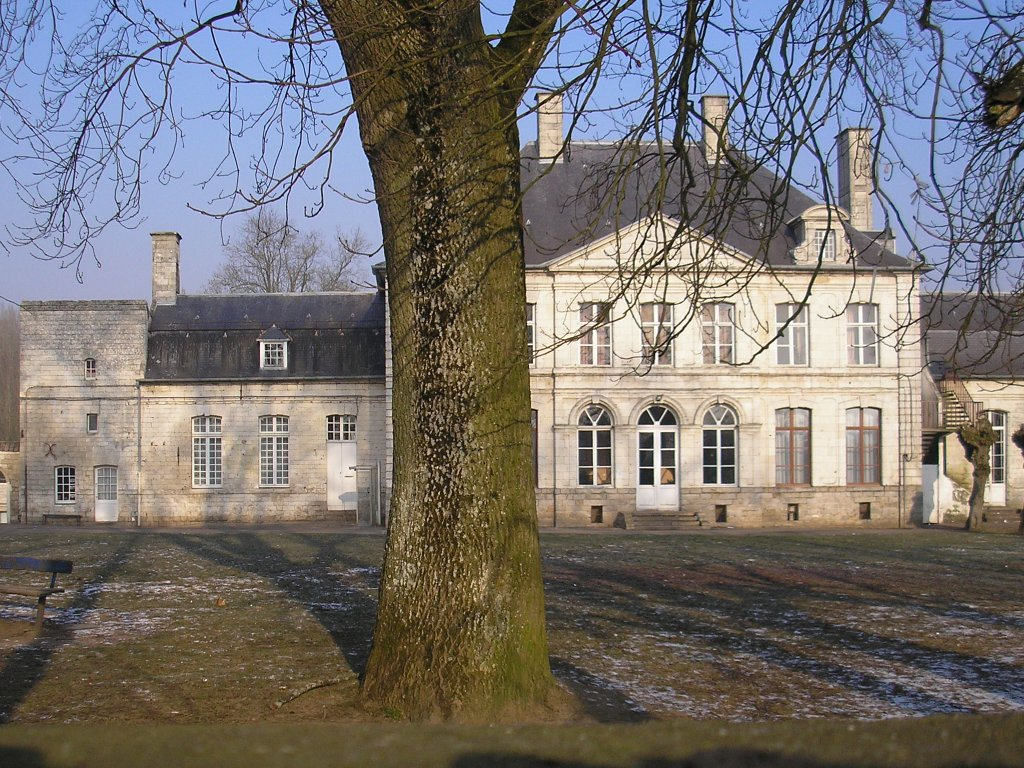
Schloss Duisans
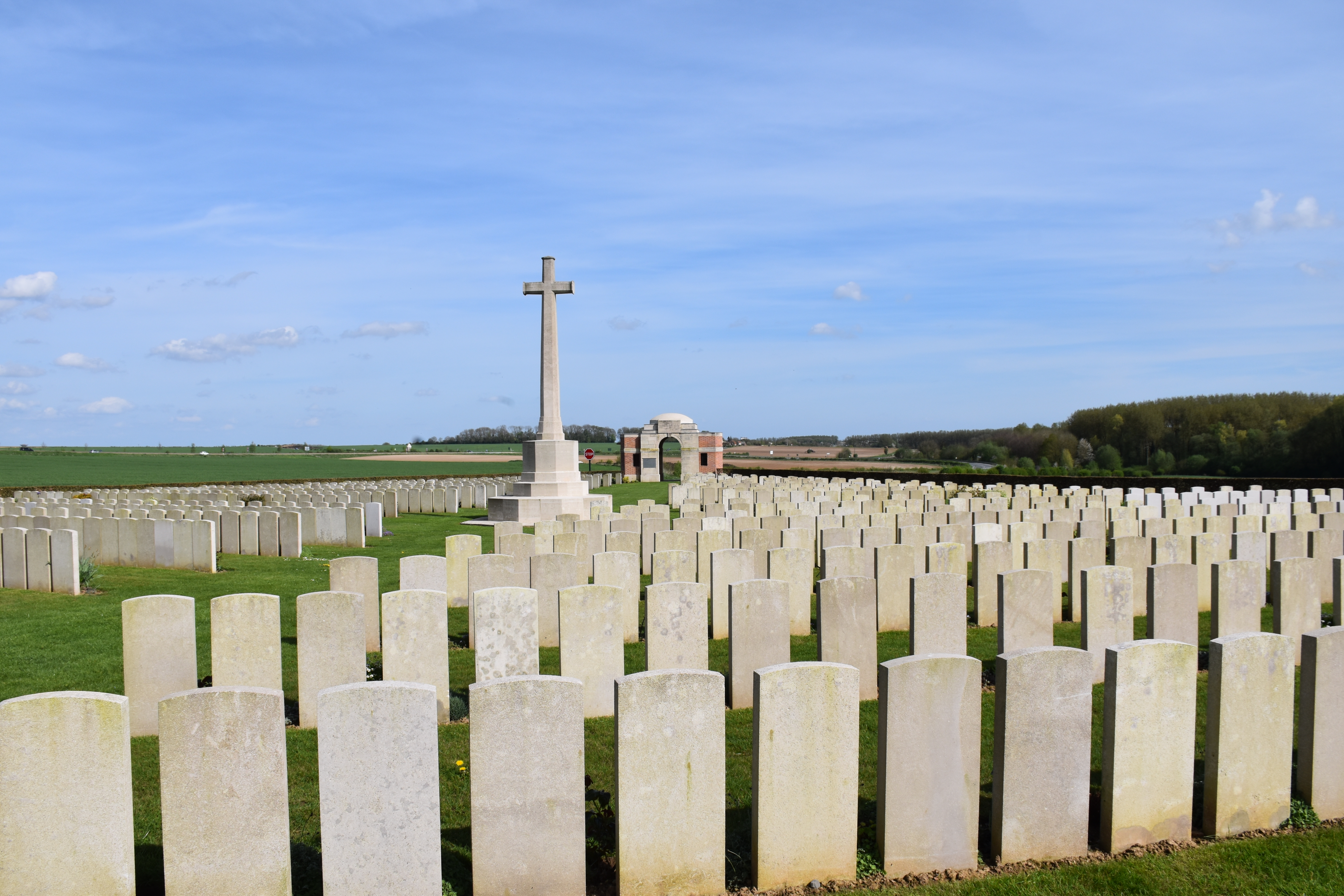
Britischer Soldatenfriedhof
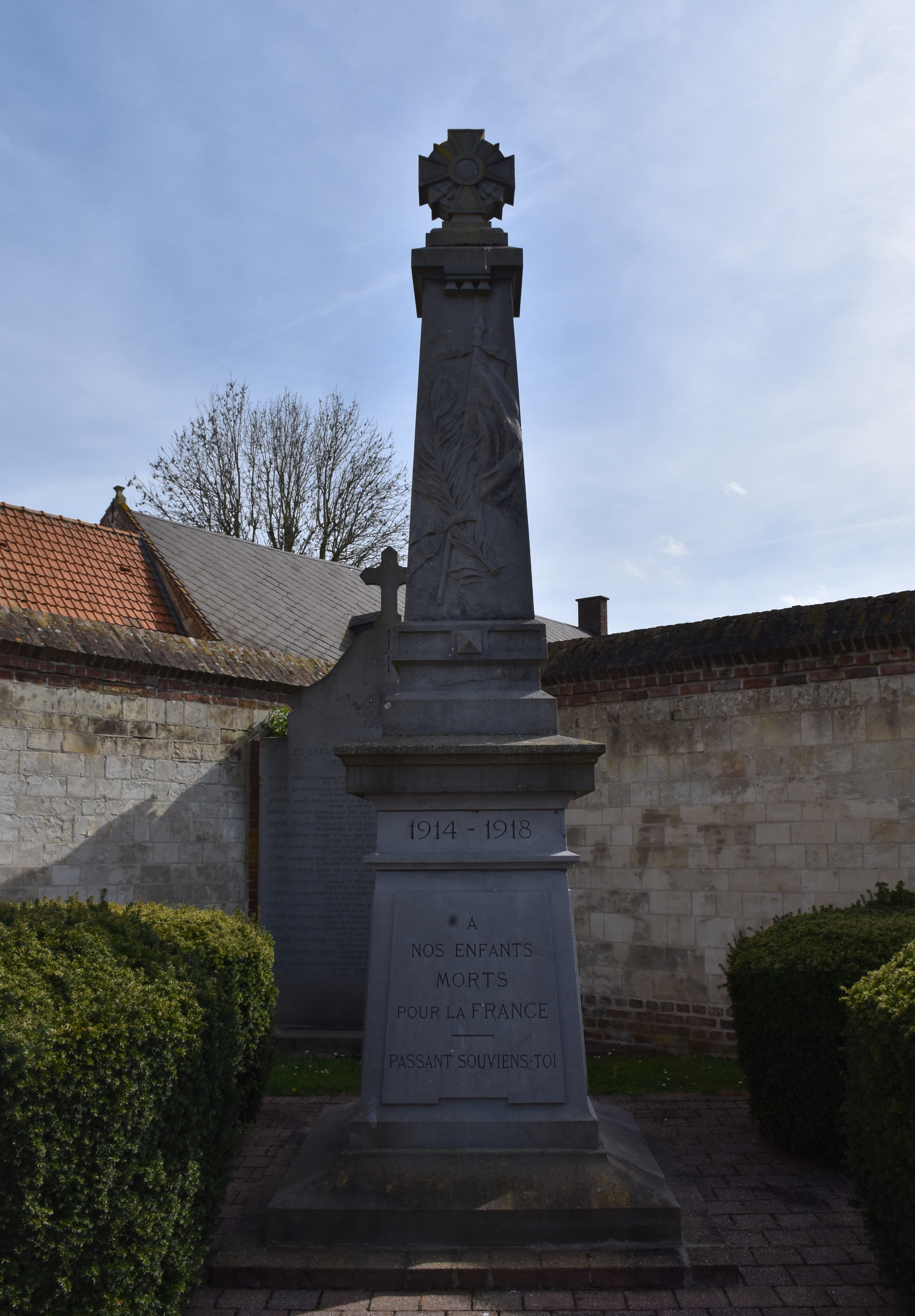
Gefallenendenkmal